# Terra e Vita
Terra e Vita è una rivista settimanale, specializzata nelle tematiche agricole.

## Storia
Fondato nel 1960 da don Ernesto Pisoni, figura eminente del mondo cattolico milanese, che, sostenuto dalla Cassa di Risparmio delle Provincie Lombarde, convinceva l'editore Rizzoli a pubblicare un settimanale di informazione e cultura tecnico-economica, nella cornice di interessi civili e morali, per le famiglie rurali padane. Il sacerdote milanese non poteva contare, tuttavia, sullo staff di specialisti necessario alla mole di informazioni pretesa da un settimanale, tanto che l'editore offriva il periodico a Luigi Perdisa, professore di economia agraria a Bologna, fondatore e presidente delle Edagricole, un'editrice che, pubblicando oltre venti periodici rivolti ai comparti diversi dell'agricoltura, poteva contare sul numero di collaboratori necessario alla considerazione degli orizzonti complessivi dell'agricoltura.
In pochi anni il docente bolognese convertiva quello che sembrava solo un abbozzo,  nel più vivace organo di informazione dell'agricoltura italiana, col supporto dei migliori specialisti dei settori tecnologici diversi, meccanizzazione, fitopatologia, fertilizzazione, genetica vegetale, allevamenti, e corrispondenti a tutte le latitudini della Penisola.
Il settimanale viveva la propria epopea tra la metà degli anni settanta e la metà degli anni ottanta, in corrispondenza ad una stagione di speciale vitalità dell'agricoltura italiana, che, rivestendo la responsabilità del settore il ministro Giovanni Marcora, esperiva uno sforzo senza precedenti per accorciare le distanze rispetto alle agricoltura più evolute dei paesi partner nella Comunità Europea. Grazie anche all'opera di Antonio Saltini, giornalista e storico, che Perdisa voleva al proprio fianco come vicedirettore, Terra e vita assumeva il ruolo di occasione per il dibattito, allora rovente, sul presente e il futuro dell'agricoltura nazionale, in un confronto assiduo con quelle dei paesi concorrenti, sulle quali offriva i reportages. Le sue pagine divenivano l'occasione per i grandi confronti tra le organizzazioni cooperative rivali, tra le confederazioni professionali di ispirazione opposta, il punto di dibattito degli scandali agrari.
Scomparso, nel 1985, Luigi Perdisa, il settimanale rifletteva, negli anni successivi, l'esito della difficile ricerca, da parte della società editrice, di un nuovo assetto proprietario, proponendo, anche al mutare dei direttori, repentine prove di vivacità tra lunghi periodi di torpore. In uno dei momenti di vivacità pubblicava, pressoché  unico organo di informazione nel Paese, in una serie continua di articoli, la ricostruzione più accurata del crack della Federconsorzi, il maggiore scandalo fallimentare della storia nazionale, un tema che la grande stampa pareva impegnata a rifuggire.
Acquistato, alla fine del difficile periodo di crisi, dal Gruppo 24 ORE, si trovava a competere, nel medesimo gruppo, con un settimanale affine, un duello il cui esito accentuava il declino che rispetto agli anni d'oro della rivista procedeva parallelo all'affievolirsi dell'interesse per il mondo agricolo e per la diffusione della cultura agraria nazionale e alla decadenza della stessa agricoltura.

## Diffusione
Il settimanale che aveva raggiunto nello specifico settore della stampa agricola  un indubbio primato, e tirature oltre le 100 000 copie, dichiara ora una tiratura ridotta a 33 000 copie, ma vanta un alto indice di lettura (5,9 lettori per copia) che rappresenta un valore veramente ragguardevole.